# Pattie Boyd
Patricia Anne "Pattie" Boyd (Taunton, 17 de março de 1944) é uma ex-modelo e fotógrafa britânica, ex-esposa de duas grandes estrelas do rock internacional, George Harrison e Eric Clapton, e musa inspiradora de três músicas românticas e populares: Something, de George Harrison, e Layla e Wonderful Tonight, de Eric Clapton.
Foi uma modelo de sucesso internacional durante as décadas de 60 e 70, contemporânea de supermodelos da época como Jean Shrimpton, Twiggy e Veruschka, fotografando centenas de editoriais de moda, propagandas e capas de várias revistas como as versões britânica e italiana da Vogue, Mademoiselle e a alemã Bild.
Depois de seu relacionamento com os dois famosos músicos tornou-se fotógrafa profissional, com exposições de seus trabalhos em galerias ao redor do mundo e escreveu um livro de memórias, best-seller mundial que alcançou o número 1 da lista do The New York Times.

## Biografia
Boyd nasceu na cidade de Taunton, no sudoeste da Inglaterra, mais velha de três irmãs e filha de um oficial da RAF. Com quatro anos foi viver em Nairóbi, no Quênia, onde o pai, Colin Ian Langdon Boyd, serviu por cinco anos e onde nasceu sua irmã mais nova.:7 Seus pais se divorciaram quando a família ainda morava no país africano e a mãe, Diana, casou-se novamente em fevereiro de 1953, na Tanganica. No mesmo ano, todos voltaram para a Inglaterra, onde Pattie ganhou mais dois irmãos, David e Robert Jr., filhos do segundo marido da mãe, Robert Gaymer-Jones. Em 1962, aos 18 anos, ela mudou-se para o centro de Londres e trabalhou num salão de beleza da Elizabeth Arden, lavando com shampoo a cabeça das clientes, até fazer amizade com uma delas que trabalhava para uma revista de moda e a inspirou a tentar a carreira de modelo.:35, 40-41
Contratada por uma agência, Pattie começou a modelar em pouco tempo e rapidamente conseguiu sucesso na profissão, trabalhando nas melhores revistas do Reino Unido e desfilando em Londres, Paris e Nova York. Foi fotografada por David Bailey e Terence Donovan, dois dos maiores fotógrafos britânicos da época. Em 1964, aos 20 anos, já era uma modelo famosa. Twiggy, que viria ser uma das supermodelos britânicas da segunda metade dos anos 60, se espelhou nela no começo da carreira.:499 Foi neste ano que foi chamada para fazer uma ponta no primeiro filme dos Beatles, A Hard Day's Night, e nele conheceu George Harrison.:29

### Casamento com George Harrison

Pattie Boyd e George Harrison em cena de A Hard Day's Night (1964).

No filme, Pattie, caracterizada como escolar num grupo de garotas que encontram os Beatles num trem, diz apenas uma palavra em sua cena: "Prisioneiros?", contracenando com Paul McCartney; e depois aparece novamente, sem fala, no segmento do filme em que a banda toca a canção "I Should Have Known Better".:86
Mal a conheceu no começo das filmagens e Harrison – que a achava muito parecida com Brigitte Bardot - a convidou para sair. Boyd, então "semi-noiva" do fotógrafo Eric Swayne, declinou o convite. Na mesma semana porém, ela terminou o noivado e voltou às filmagens. Aceitou um novo convite de Harrison e foram a um clube noturno acompanhados pelo empresário dos Beatles, Brian Epstein. De acordo com ela, as primeiras palavras que George Harrison lhe dirigiu no local da filmagem foram: "Quer casar comigo? Se não quiser casar comigo, quer sair pra jantar?".
O namoro começou a partir daí e a vida de Pattie mudou completamente. Sem ser uma grande fã da banda antes de conhecê-los pessoalmente, com seus interesses voltados para o mundo da moda – sabia serem apenas um grupo de rock & roll – e sem ter ideia do que era realmente a Beatlemania, passou a ter que lidar com fãs histéricas e furiosas que a chutavam na rua, amassavam seu carro e lhe enviavam cartas ameaçadoras ao descobrirem que ela era a nova namorada de George: "era apavorante, eu realmente não tinha ideia daquilo em que eu estava me envolvendo até começar a fazer parte daquele mundo", relembra. A primeira experiência de Boyd e Harrison com o LSD aconteceu no início de 1965, quando o dentista do casal, John Riley,:44 secretamente misturou a droga no café durante um jantar em sua casa. Quando ela e George se preparavam para sair, junto com John e Cynthia Lennon, Riley lhes disse que havia drogado a bebida e tentou convencê-los a ficar.:45 Os quatro resolveram ir embora e do lado de fora da casa Pattie começou a entrar num grande estado de agitação e tentou quebrar a janela de uma loja mas George a impediu.:565,566 Mais tarde, quando o grupo estava num elevador subindo para um clube noturno, todos entraram em pânico imaginando que ele estava pegando fogo.:45

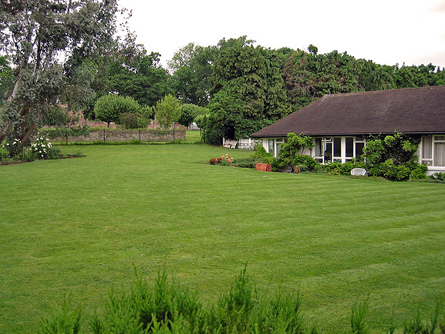
Kinfauns, a casa onde Pattie e George moraram entre 1965 e 1970.

No fim daquele ano eles mudaram-se para a casa comprada por George, Kinfauns, onde viveram entre 1965–1970. Nesta casa foram gravadas várias músicas do Álbum Branco dos Beatles e lá foi onde, em março de 1969, George e Pattie foram presos por posse de haxixe, no mesmo dia em que Paul McCartney casou-se com Linda Eastman. Os dois noivaram em 25 de dezembro de 1965 e casaram em 21 de janeiro de 1966 num cartório em Surrey, com McCartney como padrinho. Poucos dias depois, o casal embarcou para uma lua-de-mel em Barbados.:55
Em setembro de 1966 Boyd e Harrison fizeram uma viagem a Bombaim, na Índia, para visitar o músico virtuose da cítara Ravi Shankar.:644,645 Ela foi a primeira da grande "família Beatle" a mostrar interesse pela cultura indiana e pelo misticismo oriental. Sua devoção pela meditação transcendental acabou influenciando a todos os quatro músicos. Em 1967, por insistência de Boyd, os Beatles participaram de um encontro com o guru indiano Maharishi Mahesh Yogi, em Londres, o que levou à famosa viagem da banda, suas mulheres, a irmã de Pattie, Jenny, também modelo, com o namorado, o cantor Donovan, e vários amigos à Índia, em fevereiro de 1968.:219 Foi nesta viagem que Pattie teve o interesse pela fotografia despertado e suas fotos dos Beatles no grande templo de meditação do Maharishi em Rishikesh correram o mundo. Em 2005, algumas delas, inéditas, seriam expostas na grande exposição fotográfica que fez na San Francisco Art Exchange, na Califórnia.
A partir do início dos anos 70, o casamento de Boyd e Harrison começou a fracassar e em 1973, ainda casada, ela teve um caso amoroso secreto com o guitarrista do Faces, e depois dos Rolling Stones, Ronnie Wood.:99 No ano seguinte, os dois se separaram e em 1977 se divorciaram. Boyd declarou que sua decisão de acabar com o casamento foi devido às várias infidelidades do marido, culminando com um caso de George com a então esposa de Ringo Starr, Maureen Cox, "a gota d'água".:179,180 O último ano da vida dos dois juntos foi regado a cocaína e álcool; Pattie declarou que o Beatle usava a droga de maneira excessiva, "o que o transformou, gelou suas emoções e endureceu seu coração".:181

### Casamento com Eric Clapton
No fim da década de 60, Eric Clapton e George Harrison tornaram-se grandes amigos, começando a escrever e a gravar músicas juntos. Nesta época, Clapton começou a se apaixonar pela mulher do amigo. Seu álbum de 1970 com a banda Derek and the Dominos, Layla and Other Assorted Love Songs, foi escrito para proclamar seu amor por ela, especialmente a canção principal do álbum, Layla. Por fidelidade a Harrison, Patti recusou as investidas de Clapton naquele ano e o guitarrista caiu num vício profundo de heroína e se impôs um exílio artístico de três anos. O crítico David Marsh, num texto na The Rolling Stone Illustrated History of Rock and Roll, escreveu:"há poucos momentos no repertório das gravações de rock&roll onde um cantor ou compositor foi tão fundo dentro de si mesmo, que o feito de escutar a canção é semelhante a testemunhar um assassinato ou um suicídio. Layla é o maior deles." 
Depois do fim de seu relacionamento com Harrison, Patti passou a se envolver com Clapton e em 1979 os dois se casaram. Suas dificuldades no casamento foram mascaradas do público. Numa ocasião, quando já vivia com o guitarrista antes de se casarem, o estresse emocional que começava a passar pelos vícios de Clapton fizeram-na pensar se não tinha cometido um grande erro em deixar George Harrison e chegou a ligar para o ex-Beatle, mas desligou quando Eric apareceu no quarto.
À parte do lado traumatizante do envolvimento pesado de Eric Clapton com a heroína e as bebidas, que levou Pattie junto, ela se declarava apaixonada pelo marido, "a mais criativa, talentosa e interessante pessoa que já tinha conhecido". No primeiro concerto após o casamento, que foi realizado em Tucson, no Arizona, após ela saber pelos jornais que Clapton ia pedir-lhe em casamento, o músico chamou-a ao palco e fez questão de apresentá-la ao público como sua esposa, antes de começar a tocar Wonderful Tonight, canção também feita para ela, e que levou a plateia ao delírio.
Apesar de ela admitir que foi uma época de muita bebida, droga e rehabs para Clapton, Patti nunca se tornou viciada ou alcoólatra como o marido. Depois de cinco anos de casamento, ela o deixou e os dois se divorciaram em 1989, depois de vários períodos de separação e reconciliamento. Seu pedido de divórcio se baseou no profundo alcoolismo do marido e em suas traições, principalmente seu caso com a modelo italiana Lory Del Santo, mãe de Conor, filho dela e de Clapton que morreu ao cair da janela do 53º andar de um apartamento em Nova York, em março de 1991 (Inspirando a canção ganhadora do Grammy, Tears in Heaven). Boyd nunca conseguiu  ter um filho, mesmo depois de várias tentativas de fertilização in vitro.

## Vida posterior

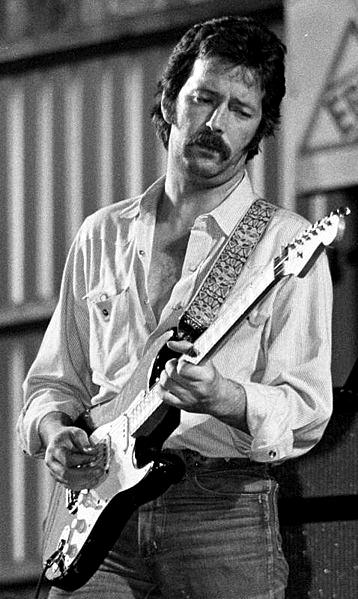
Clapton

Foi a partir de seu divórcio com Clapton que ela se tornou fotógrafa profissional trabalhando para revistas da Inglaterra. Nos anos seguintes tem feito exposições por todo o mundo, em galerias de Londres, Nova York, Dublin, Rotterdam, Sydney, Moscou, entre outras. Sua exposição "Through the Eyes of a Muse" , com fotos de seus anos com os dois maridos, percorreu três continentes. Escreveu suas memórias no livro Wonderful Tonight: George Harrison, Eric Clapton, and Me, que chegou ao #1 da lista de best sellers do New York Times em 2007.